# 溫州人
溫州人，人口大部分是漢族，主要使用吳語溫州話，分佈在浙江溫州市。溫州人以行商做生意聞名，在西方國家有大量溫州裔的華人，大約有三分之二的海外溫州裔華人在歐洲。

## 歷史
溫州在古代曾是東甌國的領地，也被東越國占领過，後來被中国漢朝政权所占领吞并。明清時期又有使用閩南語泉漳片的福佬人移民到溫州。

## 文化

### 語言
溫州人使用吳語溫州方言，但由於地理上的區隔，使溫州話口語發展成為一種以有高度分歧音韻的方言。因此，即使是其他吳語方言的使用者也無法理解溫州話，使溫州話成為最難懂的漢語方言。部分祖先來自福建的溫州人也會使用浙南閩語。
溫州話保留了大量其他漢語方言中丟失的古漢語詞彙，為“活化石”，與普通話有明顯的語法差異。由於溫州話高度困難理解，在抗日戰爭及中越戰爭時均作軍事代號語言。

### 戲劇
南戲源於溫州，是中國戲曲的活化石。

### 哲學
溫州是永嘉學派的發源所在地，強調實用主義和商業。這種哲學學派被認為是該地區現代資本主義的先行者。

### 風水寶地
溫州“人傑地靈”，出了不少中國的人才。

### 教育
截至2010年，溫州有650,300人擁有大學學位；1,150,400人擁有高中學歷； 3,344,400人持有中學學位； 2,679,900人持有小學學位。溫州每10萬人中就有7128人擁有大學學位；12611人擁有高中學歷；36663人擁有中學學位，29379人擁有小學學位。溫州文盲人口為645,100人，佔溫州總人口的7.07％。

## 分佈地區

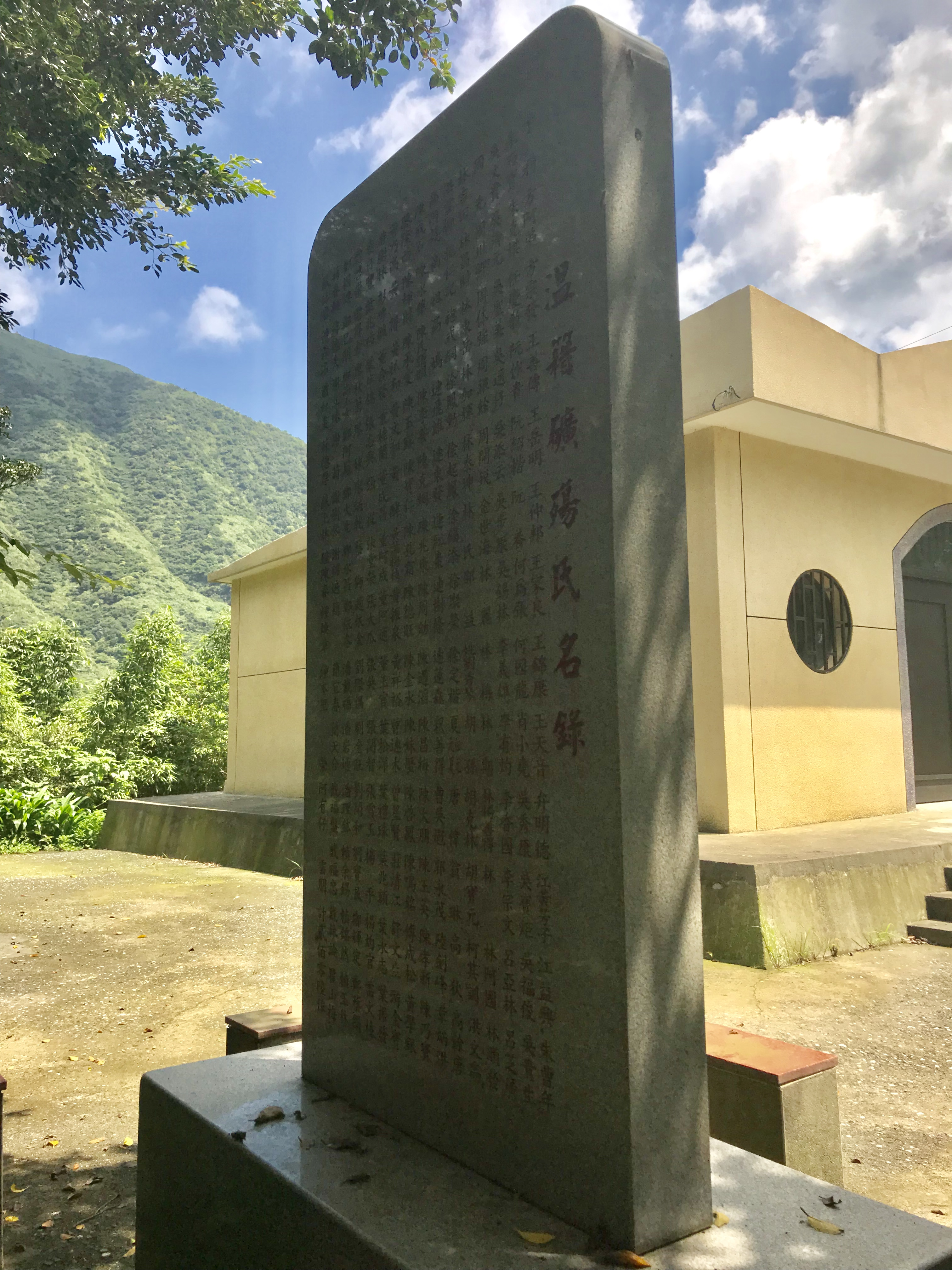
金瓜石金泉寺的金瓜石礦山溫籍礦殤祭祀碑背面。

### 浙江溫州
在2010年中華人民共和國第六次全國人口普查，有3,039,500人居住在溫州市區；轄區內（包括兩個衛星城市和六個縣）的人口為9,122,100人，其中31.16％為非溫州本地居民。

### 中國大陸其他地區
大約有170萬溫州人生活在中國大陸其他地區。在北京或上海等主要城市，有浙江人的聚居區，有不少溫州人。

### 日本
20世紀初，有許多溫州人移民日本，但隨著反外國情緒的興起以及日軍侵華，許多溫州移民又回去了中國。

### 義大利
大部分義大利華人都是來自浙江溫州。

### 荷蘭
荷蘭是目前是歐洲第三大華裔溫州人聚居的國家。

### 西班牙
約70％的西班牙華人來自浙江溫州或青田。

### 美國
美國的溫州人大多集中在東岸，尤其是紐約都會區。許多在美的溫州人經營中國餐館。美國溫州人是僅次於福州人的第二大非法移民。2016年，美國的溫州人估計約為25萬。